# Slovenia ai XVII Giochi olimpici invernali
La Slovenia partecipò ai XVII Giochi olimpici invernali, svoltisi a Lillehammer, Norvegia, dal 12 al 27 febbraio 1994, con una delegazione di 22 atleti impegnati in tre discipline.